# Ту-139
Під назвою Ту-139 в ДКБ Туполєва розроблялися два різні проєкти.

## Історія
Експериментальний ракетний літак «139» був одним з етапів створення ракетоплана «Зірка». Він призначався для пілотованого польоту на швидкостях до 8000 км/год на висоті до 200 км. Для запуску літака передбачалося використовувати бомбардувальник Ту-95К. Американським аналогом цього проєкту був ракетний літак North American X-15.
Другий проєкт являв собою повністю врятований безпілотний літак-розвідник. Такий варіант розглядався ще на початковому етапі роботи над проєктом «123». У 1964 році почалася робота над цим проєктом. В ДКБ цей проєкт отримав назву літак «139». Інші назви цього проєкту — ДБР-2 та система «Яструб-2».
Основою для розробки проєкту «139» став серійно випущений Ту-123 і проєкт в основному повторював прототип. Основні відмінності полягали у новій оживальної формі крила, зменшенні кута поперечного V горизонтальних площин хвостового оперення та наявності системи порятунку. У хвості розташовувався контейнер із посадково-гальмівним парашутом, що поєднував у собі обидві функції. Крім того, у фюзеляжі розташовувалися кілька гальмівних твердопаливних двигунів, що вмикалися в останній момент за сигналом від контактного щупа. Штатна посадка забезпечувалася при посадковій масі 13500 кг. Масо-габаритні та льотні характеристики збігалися з даними прототипу.
Було збудовано кілька екземплярів літака. Випробування і доведення проходили наприкінці 1960-х — 1970-х років. Було показано принципову можливість посадки на непідготовлені майданчики та подальшого використання літака. Однак роботи за проєктом було закрито. Накопичений досвід використовувався в проєктах безпілотних дозвукових розвідників «141» та «143».

## Тактико-технічні характеристики
- Посадкова маса — 13 500 кг;
- Довжина — 28 м.